# WV23
Le tombeau WV 23 dans l'aile occidentale de la vallée des Rois, dans la nécropole thébaine sur la rive ouest du Nil face à Louxor en Égypte, a été utilisé comme sépulture pour le pharaon Aÿ.